# EIA-422
Pour la route brésilienne, voir RS-422.
EIA-422, appelé communément RS-422, est un standard technique qui spécifie les caractéristiques électriques d'un circuit de transmission  numérique.
RS-422 est la forme courte communément utilisée pour le nom officiel de l'American National Standards Institute ANSI/TIA/EIA-422-B Electrical Characteristics of Balanced Voltage Differential Interface Circuits, et sa forme internationale ITU-T Recommendation T-REC-V.11, connue aussi sous le nom « X.27 ». La révision B, publiée en 1994, a été confirmée en 2005.
C'est une évolution de la norme RS-232 qui a l'avantage sur celle ci de pouvoir transmettre des données jusqu’à 10 récepteurs et permet une transmission largement au-delà des 15 m, puisque l'on peut aller jusqu'à 1 200 m. Pour des communications sur longue distance, l'utilisation d'une résistance de terminaison spéciale de 120 ohms devient obligatoire. Elle est installée pour éviter la réflexion du signal à chaque extrémité de la ligne. Cette résistance est réglée entre les contacts RX+ et RX- au début et à la fin de la ligne.
La norme RS422A indique des débit de donnée maximum en fonction de la longueur de la ligne :
- 40 pieds ≈ 12 m → 10 Mbit/s
- 400 pieds ≈ 122 m → 1 Mbit/s
- 4 000 pieds ≈ 1 219 m → 100 kbit/s

Cette norme a connu une évolution sous le nom de EIA-485 qui permet une communication entre 32 périphériques et plusieurs émetteurs.
Les connexions mécaniques pour cette interface sont spécifiées par EIA-530 (connecteur DB-25) ou EIA-449 (connecteur DC-37). Mais dans la plupart des cas, c'est un connecteur standard DE-9 qui est utilisé. C'est le plus souvent le brochage utilisé par Sony repris par de nombreux fabricants, mais il peut avoir des variantes suivant le constructeur. C'est pourquoi on voit souvent l’utilisation d'un bornier 4 fils sur les produits RS-422 industriels.

## Sources
- RS-422 and RS-485 Standards Overview [PDF]

- (en) Cet article est partiellement ou en totalité issu de l’article de Wikipédia en anglais intitulé « RS-422 » (voir la liste des auteurs).